# Obraz Matki Boskiej Murkowej
Matka Boża Murkowa - Obrończyni Wiary – obraz Matki Bożej znajdujący się w Kościele Franciszkanów w Krośnie, uznawany za łaskami słynący.
Nazwa obrazu pochodzi od wnęki w murze (na zewnątrz kościoła, na lewo od wejścia głównego), w której znajdował się on przez długi czas. Obraz Matki Boskiej, zwanej Krośnieńską Panią, znajduje się obecnie w ołtarzu głównym. Pochodzi z XVII lub z końca XVI w. Przedstawia Maryję Pannę Niepokalaną z Dzieciątkiem. 

## Opis obrazu
Obraz Matki Bożej z Krosna (z XVI lub XVII w.), namalowany techniką tłustej tempery na desce lipowej o wymiarach 130x85 cm (pierwotnie ok. 2,5 m), przedstawia obecnie Matkę Bożą w ujęciu 3/4 postaci, ubraną w czerwoną suknię i ciemnozielony płaszcz, spięty pod szyją broszą. Na ramiona Maryi spadają pofalowane długie włosy. W prawej ręce trzyma złote berło a lewą ręką podtrzymuje syna – Jezusa, który prawą rękę podnosi do błogosławieństwa zaś lewą dotyka dłoni matki. Suknia Jezusa pofałdowana, ma kolorystykę różowougrową. Na lewę jego ramię narzucony jest płaszcz zółtawoczerwony. Na głowach Matki Boskiej i Jezusa umieszczone są korony, wykonane z ponad 200 kamieni, z 18-karatowego repusowanego złota; głowy otaczają złote nimby. Postacie ujmuje tęczowa mandorla, w kształcie owalu, która symbolizuje Bożą światłość.

## Historia obrazu
W 1657 roku książę Jerzy II Rakoczy z 40-tysięczną armią oblegał Krosno. W czasie walk przed tym obrazem mieszczanie złożyli ślubowanie i obrali Matkę Bożą Murkową Patronką Krosna. W czasie walk mieszczanie modlili się przed tym obrazem, błagając o pomoc w ocaleniu miasta. Krośnianie złożyli wtedy ślubowanie, że jeżeli agresorzy odstąpią od oblężenia, to Maryję obiorą i ogłoszą opiekunką i patronką miasta. Według legendy 16 marca 1657 roku, nad miastem ukazała się czerwona włócznia, podobna do tej, którą Maryja na wizerunku dzierży w dłoni. Znak ten odczytano jako zapowiedź ocalenia. Ku zaskoczeniu mieszczan, najeźdźcy nieoczekiwanie wycofali się, a Maryję ustanowiono wtedy Patronką Krosna. 
W 1699 roku w Kaliszu wydrukowano książkę pod tytułem „Regina Poloniae”, w której wspomniany był krośnieński obraz.
Na początku XVIII wieku przed kościołem, wzdłuż fasady po lewej stronie, dobudowano kaplicę, aby osłonić obraz Matki Bożej Murkowej. W 1872 roku, podczas pożaru, kaplica została zniszczona i rozebrano ją ostatecznie podczas odnawiania kościoła w 1902 roku. W XIX wieku obraz zabrano z muru i przechowywano w klasztorze. W 1960 roku obraz odnowiono i umieszczono w ołtarzu głównym kościoła, gdzie obecnie odbiera cześć.
W 2007 roku prezydent Krosna wraz z Radnymi, podczas obchodów Rocznicy 350-lecia, od czasów cudownej obrony Krosna, ponowił ślubowanie uznające Matkę Bożą Murkową, Patronką Krosna. 
10 stycznia 2008 roku ks. abp Józef Michalik podjął decyzję o koronacji obrazu nadając wizerunkowi Madonny tytuł teologiczny: „Najświętsza Maryja Panna Obrończyni Wiary zwana Murkową”. 13 czerwca 2010 roku odbyła się koronacja obrazu Matki Boskiej Murkowej. 12 września we wszystkich parafiach w mieście Krosno obchodzi się co roku uroczystość NMP Murkowej – patronki miasta.
Przy parafii prowadzona jest Księga łask i kultu Matki Bożej Murkowej, a w każdy czwartek wieczorem przed wizerunkiem Matki Bożej Krośnieńskiej odbywa się do niej specjalne nabożeństwo.